# Lijst van pigmenten
Dit is een lijst van pigmenten.
|  | pigment | naam                | overige namen                                        | soort                   | grondstof                                                     | kleur                                           | toepassing                                    | opmerkingen                                                         |
|  | ------- | ------------------- | ---------------------------------------------------- | ----------------------- | ------------------------------------------------------------- | ----------------------------------------------- | --------------------------------------------- | ------------------------------------------------------------------- |
|  |         | Loodtingeel         |                                                      | anorganisch             | lood en tin                                                   | geel                                            | olieverf                                      | gebruikt tot 18e eeuw                                               |
|  |         | Indigo              |                                                      | plantaardig             | Indigoplant (Indigofera tinctoria) en Wede (Isatis tinctoria) | blauw                                           | textiel                                       | synthetisch sinds 1897                                              |
|  |         | Alizarine           | Garancine, Turks rood, kraplak                       | plantaardig             | Meekrap (Rubia tinctorum)                                     | rood                                            | textiel, schilderkunst                        | ook: synthetisch                                                    |
|  |         | Sumak               | Smak                                                 | plantaardig             | Rhus coraria                                                  | rood                                            | textiel                                       |                                                                     |
|  |         | Geelhout            |                                                      | plantaardig             | Cladrastis lutea                                              | geel                                            |                                               |                                                                     |
|  |         | Blauwhout           | Provinciehout; Campêchehout                          | plantaardig             | Hæmatoxylon campechianum                                      | blauw, zwart                                    | textiel                                       |                                                                     |
|  |         | Brazielhout         | Roodhout; Pernambuk                                  | plantaardig             | Guilandina echinata                                           | Rood                                            | textiel                                       | Rasphuis                                                            |
|  |         | Karmijn             | Karmozijn, Cochenille; Scharlaken                    | dierlijk                | Cochenilleluis (Dactylopius coccus)                           | roodpaars                                       | textiel, schilderkunst                        | ook: Kermes afkomstig van schildluizen van de Kermeseik             |
|  |         | Cachou              | Catechu                                              | plantaardig             | Acacia catechu                                                | bruin                                           | textiel, tanen van zeilen                     |                                                                     |
|  |         | Purper              |                                                      | dierlijk                | Brandhoren (Bolinus brandaris)                                | purperrood                                      | textiel                                       | ook: Hexaplex trunculus                                             |
|  |         | Luteoline           |                                                      | plantaardig             | Wouw (Reseda luteola)                                         | geel                                            | textiel                                       |                                                                     |
|  |         | Curcumine           | Kurkuma; Curcuma; Indiase geelwortel                 | plantaardig             | Curcuma longa                                                 | geel                                            | textiel                                       |                                                                     |
|  |         | Orseille            | Orseilje                                             | plantaardig             | Korstmossoorten uit geslacht Rocella                          | purperrood                                      | textiel                                       | lakmoessoort                                                        |
|  |         | Lakmoes             |                                                      | plantaardig             | Korstmossen als Rocella tinctoria                             | blauwzwart                                      | textiel                                       |                                                                     |
|  |         | Saffloer            |                                                      | plantaardig             | Saffloer (Carthamus tinctorius)                               | geel en rood                                    | textiel                                       |                                                                     |
|  |         | Koperrood           | Copros; Couperose; Copa rosa; Copperas               | synthetisch             | IJzer(II)sulfaat                                              | beitsmiddel                                     | textiel, aardewerk, gebrandschilderde ramen   |                                                                     |
|  |         | Engels rood         | Engels bruin; Hullrood                               | mineraal                | Soort rode aarde                                              | lichtrood                                       | aardewerk, schilderkunst, verduurzaming       |                                                                     |
|  |         | Rode dodekop        | Spaans rood; Caput mortuum; IJzermenie; Ossenbloed   | mineraal en synthetisch | Kleiaarde                                                     | bruinrood                                       | verf, cement                                  |                                                                     |
|  |         | Paarse dodekop      |                                                      | mineraal                | Restproduct uit ijzerindustrie                                | paarsrood                                       |                                               |                                                                     |
|  |         | Ultramarijn         | Duitse as                                            | mineraal                | Lazuriet; Lapis lazuli                                        | blauw                                           | schilderkunst, blauwsel                       | Sedert 1828 synthetisch                                             |
|  |         | Loodwit             | Schelpwit; Cremserwit                                | synthetisch             | Lood en salpeterzuur                                          | wit                                             | schilderkunst, make up, houtwerk              | Sedert 1650 in Nederland vervaardigd, nu verboden wegens giftigheid |
|  |         | Zinkwit             |                                                      | synthetisch             | Zink                                                          | wit                                             | buitenverf, schilderkunst                     |                                                                     |
|  |         | Vermiljoen          |                                                      | mineraal; synthetisch   | Cinnaber; Kwik(II)-sulfide                                    | rood                                            | schilderkunst; drukinkt                       | Sind de 8e eeuw synthetisch vervaardigd                             |
|  |         | Cadmiumgeel         |                                                      | mineraal; synthetisch   | Cadmmiumsulfide                                               | geel tot oranje                                 | schilderkunst,                                |                                                                     |
|  |         | Cadmiumrood         |                                                      | synthetisch             | Cadmiumselenide                                               | oranjerood                                      | schilderkunst                                 | Patent in 1892. Vanaf 1910 op industriële schaal vervaardigd        |
|  |         | Krijtwit            |                                                      | mineraal                | Krijt, schelpen en gips                                       | wit                                             | stopverf, plamuur, vulmiddel                  |                                                                     |
|  |         | Koningsgeel         | Orpiment; Auripigment; Geel zwavelarsenicum          | mineraal                | Arseensulfide As2S3                                           | diepgeel                                        | binnenwerk                                    |                                                                     |
|  |         | Chromaatgeel        |                                                      | synthetisch             | Loodchromaat                                                  | geel                                            | olieverf, schilderkunst                       | giftig                                                              |
|  |         | Rusgeel             |                                                      | synthetisch             | Zwavelarsenicumverbinding                                     | oranjegeel                                      | binnenwerk                                    | giftig                                                              |
|  |         | Schijtgeel          | Bruin schijt; Schietgeel                             | plantaardig             | Bessen van Sporkenhout (Rhamnus frangula)                     | geel                                            | houtverf, papierverf                          |                                                                     |
|  |         | Napels geel         |                                                      | mineraal; synthetisch   | Bindheimiet; Pb(SbO3)2 of Pb(SbO4)2                           | geel                                            | houtverf, papierverf, schilderkunst           | giftig; vanaf 1740 in gebruik                                       |
|  |         | Guttegom            | Gomhars                                              | plantaardig             | Hars van Garcinia hanburyi of Garcinia cambogia               | geel                                            | waterverf; goudvernis                         | sedert 1634                                                         |
|  |         | Pruisisch blauw     | Berlijns blauw (variant)                             | synthetisch             | IJzer-hexacyanoferraat                                        | blauw                                           | blauwdrukken; fotografie; inkt, schilderkunst | ontdekt in 1704                                                     |
|  |         | Gele oker           | Berggeel; Mineraalgeel                               | mineraal                | Aarde                                                         | bruingeel                                       | schilderkunst                                 |                                                                     |
|  |         | Berggroen           | Mineraalgroen                                        | mineraal                | Malachiet; kopercarbonaat                                     | groen                                           | houtverf                                      |                                                                     |
|  |         | Bremergroen         |                                                      | synthetisch             | Kopervitriool en natronloog                                   | groen, verkleurt naar blauw                     | houtverf, schimmelwerend                      | Sinds 1760                                                          |
|  |         | Fries groen         | Vriesch                                              | synthetisch             | Kopervijlsel en ammoniumchloride                              | groen                                           | houtverf, schimmelwerend                      |                                                                     |
|  |         | Spaans groen        | Verdigris                                            | synthetisch             | Koper in zuur milieu                                          | groen                                           | houtverf, schimmelwerend                      |                                                                     |
|  |         | Roet                | Carbon black; Lampenzwart                            | synthetisch             | Onvolledige verbranding                                       | zwart                                           | Oost-Indische inkt, vulmiddel                 |                                                                     |
|  |         | Groene aarde        | Terra verde; Tarvart; Tarvant                        | mineraal                | Hoornblende, Augiet                                           | olijfgroen                                      | schilderkunst                                 |                                                                     |
|  |         | Viridiaan           |                                                      |                         | chroom(III)oxide dihydraat                                    | blauwgroen                                      | schilderkunst                                 | Sinds 1860                                                          |
|  |         | Sapgroen            |                                                      | plantaardig             | Bessen van Sporkenhout (Rhamnus frangula)                     | groen                                           | schilderkunst                                 | tegenwoordig synthetisch                                            |
|  |         | Umber               | Bergbruin; Omber                                     | mineraal                | Gebrande kalkhoudende oker                                    | donkerbruin                                     | houtverf, schilderkunst                       |                                                                     |
|  |         | Rode oker           |                                                      | mineraal                | Kleisoort                                                     | rood                                            | houtverf, schilderkunst                       |                                                                     |
|  |         | Rauwe sienna        |                                                      | mineraal                | Kleisoort                                                     | geelbruin                                       | houtverf, schilderkunst                       |                                                                     |
|  |         | Titaanwit           | Titaandioxide                                        | synthetisch             | Titaandioxide                                                 | wit                                             | verf, papiervulstof, schilderkunst            |                                                                     |
|  |         | Keulse aarde        | Van Dijck bruin; Cassel bruin; Kasselse aarde        | mineraal                | Lignietsoort                                                  | bruin                                           | houtverf, schilderkunst                       |                                                                     |
|  |         | Schweinfurter Grün  | Veronesegroen, Parijs Groen, Patentgroen, Mitisgroen |                         | Koperarseenacetaat [Cu(C2H3O2)2·3Cu(AsO2)2]                   | groen                                           | schilderkunst                                 | Wordt niet meer gebruikt vanwege giftigheid                         |
|  |         | Smalt               | Saffer; Strooiblauw                                  | synthetisch             | Met glas versmolten kobalt                                    | diepblauw                                       | schilderkunst                                 | Vervaardigd sedert 1540                                             |
|  |         | Kobaltblauw         | Saffer; Strooiblauw                                  | synthetisch             | Kobaltoxide en aluminiumoxide                                 | diepblauw                                       | schilderkunst, bankbiljetten                  | Ontdekt in 1777 en vervaardigd sedert 1803                          |
|  |         | kobaltviolet donker |                                                      | synthetisch             | Kobaltfosfaat                                                 | violet                                          | schilderkunst                                 |                                                                     |
|  |         | Beenzwart           | Beenderkool                                          | dierlijk                | Verkoold botafval                                             | zwart                                           |                                               |                                                                     |
|  |         | Grafiet             |                                                      | mineraal                |                                                               | zwart                                           | kachelzwart, smeermiddel                      | synthetisch uit cokes                                               |
|  |         | Aniline             |                                                      | synthetisch             | Steenkoolteer                                                 | grondstof voor Mauveine (1856) en Indigo (1897) |                                               | sinds 1855                                                          |
|  |         | Perzisch rood       | Indisch rood                                         | mineraal                | Aarde, afkomstig van Hormuz                                   | dieprood                                        | schilderkunst                                 | sinds 1855                                                          |
|  |         | Rode bolus          | Armeense aarde                                       | mineraal                | Aarde, afkomstig uit Armenië                                  | rood                                            | ondergrond voor verguld houtwerk              |                                                                     |
|  |         | Tinwit              | Kremserwit                                           | synthetisch             | Lood en tin                                                   | wit                                             |                                               | Vanaf 1773 vervaardigd te Krems                                     |
|  |         | Loodmenie           |                                                      | synthetisch             | Pb3O4, uit loodwit of loodglit                                | rood                                            | hout- en metaal, corrosiewerend               | start fabrieksmatige productie uit loodglit in 1687                 |
|  |         | IJzermenie          |                                                      | synthetisch             | IJzerertsen                                                   | roodbruin                                       | hout- en metaal, corrosiewerend               |                                                                     |
|  |         | Parijs groen        | Schweinfurter groen                                  | synthetisch             | koperacetoarseniet                                            | groen                                           | insectenwerend, insecticide                   | zeer giftig                                                         |
|  |         | Chromaatgeel        |                                                      | synthetisch             | Chroomverbinding                                              | geel                                            | schilderkunst                                 | ontdekt in 1809, in de handel in 1820                               |
|  |         | Chromaatgroen       | Standgroen; Grachtengroen                            | synthetisch             | Chromaatgeel en Pruisisch blauw, met standolie                | groen                                           | schilderkunst                                 |                                                                     |
|  |         | Sepia               |                                                      | dierlijk                | Inkt van Gewone zeekat (sepia officinalis)                    | bruin                                           | inkt; na 18e eeuw in aquarelkunst             |                                                                     |
|  |         | Saksisch blauw      | Blauw Saks                                           | synthetisch             | Indigo, gesulfoneerd met zwavelzuur                           | blauw                                           | wolververij; aardewerk                        |                                                                     |
|  |         | Mangaanblauw        |                                                      | synthetisch             | Bariummangaansulfaat                                          | blauw                                           | schilderkunst                                 |                                                                     |